# Хахабо (Ахметський муніципалітет)
Хахабо (груз. ხახაბო) — село в Грузії.
За даними перепису населення 2014 року в селі проживає 0 особа.